# Mimosa meticulosa
Mimosa meticulosa är en ärtväxtart som beskrevs av Carl Friedrich Philipp von Martius. Mimosa meticulosa ingår i släktet mimosor, och familjen ärtväxter.

## Underarter
Arten delas in i följande underarter:
- M. m. fuscescens
- M. m. meticulosa
- M. m. microphylla
- M. m. petiolaris
- M. m. pubescens